# Go (песня Скотта Фицджеральда)
Go (с англ. — «Уходи») — песня, занявшая второе место на Евровидении-1988 в исполнении Скотта Фицджеральда, представлявшего Великобританию.
Фицджеральд выиграл право выступить в Дублине, победив в национальном финале Великобритании A Song for Europe, где выступал восьмым. Фицджеральд стал также первым из представителей Великобритании на Евровидении, кто был выбран в результате телефонного голосования зрителей.
В Дублине песня была исполнена четвёртой после представителей Исландии, Швеции и Финляндии. Фицджеральд всего один балл уступил представительнице Швейцарии Селин Дион с песней Ne partez pas sans moi.

## Сюжет
Лёгкая баллада  рассказывает историю двух бывших возлюбленных во время их случайной встречи. Фицджеральд, в роли влюблённого человека рассказывает печальную историю: его бывшая возлюбленная оставила его несколько лет назад ради другого человека, а новая встреча приносит лишь боль. Поэтому он просит её уйти.

## Чарты
| Чарт (1988)      | Высшая позиция |
| ---------------- | -------------- |
| UK Singles Chart | 52             |

## Обвинения в плагиате
В 2016 году автор песни австралийка Джули Форсайт обнаружила явное сходство своей композиции с песней Филиппа Киркорова «Лишь бы ты меня ждала». Форсайт пообещала разобраться в случившемся и понадеялась на извинения от Народного  артиста России